# عروة كلثوم
عروة كلثوم ممثل سوري من مواليد 28/5/1980.

## أعماله

### من مسلسلاته
- بنت الشهبندر (2015)
- الصندوق الأسود (2010)
- الزلزال (2010)
- عن الخوف والعزلة (2009)
- على قيد الحياة (2009)
- حنين (2002)

### من افلامه
- تأرجح (2009)
- أنسر ماشين (2008)
- Insyriated 2016
- i profeti  2021